# توني ريكيتس
توني ريكيتس (بالإنجليزية: Tony Ricketts)‏ هو لاعب كرة قدم ومدرب كرة قدم بريطاني، ولد في عقد 1950. لعب مع سوانزي سيتي ونادي باث سيتي.